# فريجيا

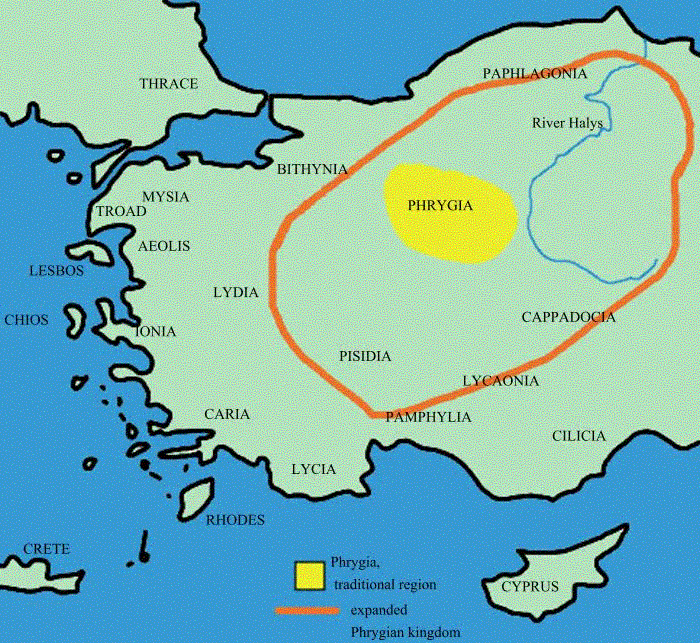
فريجيا

في العصور الكلاسيكية القديمة، كانت فريجيا مملكة في الجزء الغربي الأوسط من الأناضول، في ما يُعرف اليوم بتركيا الآسيوية، متمركزةً حول نهر سانغاريوس (نهر صقاريا).
تتحدث قصص عصر البطولة في الأساطير اليونانية عن العديد من الملوك الفريجيين الأسطوريين:
- غوردياس، الذي قطع الإسكندرُ الأكبر عقدتَه الغوردية لاحقًا.
- ميداس، الذي حوّل كل ما يلمسه إلى ذهب.
- ميغدون، الذي خاض حربًا مع الأمازونات.

وفقًا لإلياذة هوميروس، شارك الفريجيون في حصار طروادة بصفتهم حلفاءَ مقربين من الطرواديين، إذ قاتلوا ضد الآخيين. بلغت قوة الفريجيين ذروتها في أواخر القرن الثامن قبل الميلاد تحت حكم ملك تاريخي آخر يُدعى ميداس، والذي سيطر على معظم الأناضول الغربية والوسطى ونافس آشور وأورارتو على السلطة في شرق الأناضول. ومع ذلك، كان ميداس أيضًا آخر ملك مستقل لفريجيا قبل أن ينهب الكيميريون العاصمة الفريجية غورديوم في عام 695 قبل الميلاد تقريبًا. أصبحت فريجيا بعد ذلك خاضعة للمملكة الليدية، ثم على التوالي لبلاد فارس، والإسكندر وخلفائه الهلنستيين، وبيرغامون، والإمبراطورية الرومانية، والإمبراطورية البيزنطية. خلال هذا الوقت، أصبح الفريجيون مسيحيين ويتحدثون اليونانية، واندمجوا في الدولة البيزنطية؛ بعد الغزو التركي للأناضول البيزنطية في أواخر العصور الوسطى، خرج اسم «فريجيا» من الاستخدام كتسمية إقليمية.

## الجغرافيا
فريجيا هي منطقة تقع على الطرف الغربي من هضبة الأناضول المرتفعة، وهي منطقة قاحلة تختلف تمامًا عن الأراضي الحرجية الواقعة شمالها وغربها. تبدأ فريجيا من الشمال الغربي حيث تخترقها منطقة من السهوب الجافة، يغذيها نهر صقاريا ونهر بورسك، وهي موطن لمستوطنات ضورليم قرب مدينة إسكي شهر الحديثة، والعاصمة الفريجية غورديوم. يتميز مناخها بصيف حار وشتاء بارد، ما يجعل زراعة الزيتون صعبة هناك، لذا تُستخدم أراضيها في الغالب لرعي الماشية وإنتاج الشعير.
إلى جنوب ضورليم، تقع مدينة ميداس (يازيليكايا، إسكي شهر)، وهي مستوطنة فريجية مهمة، في منطقة من التلال والأعمدة المتشكلة من الطفّة البركانية. وإلى الجنوب أيضًا، تضم فريجيا الوسطى مدينتي أفيون قره حصار (أكروينون القديمة) مع محاجر الرخام التابعة لها في دوسيميوم (إسكي حصار) القريبة، ومدينة سينادا. وفي الطرف الغربي من فريجيا، تقع مدينتا أيزونوي (جافدار حصار حاليًا) وأكمونيا. ومن هنا إلى الجنوب الغربي، تقع منطقة فريجيا الجبلية التي تتناقض مع السهول الجرداء في قلب المنطقة.
تُروى منطقة جنوب غرب فريجيا بنهر مياندر، المعروف أيضًا باسم نهر بيك مندريس، ورافده لايكوس. وتقع ضمن حدودها مدينتا لاوديكيا على اللايكوس وهييرابوليس.

## الأصول

### الهجرات القديمة الأسطورية
وفقًا للتقاليد القديمة بين المؤرخين اليونانيين، هاجر الفريجيون إلى الأناضول من البلقان. يقول هيرودوت إن الفريجيين كانوا يُسمَّون البريجيين حين قطنوا أوروبا، وقد سجّل مع كُتّابٍ يونانيين آخرين أساطير عن الملك ميداس ربطته بمقدونيا أو نسبت أصله إليها؛ على سبيل المثال، يقول هيرودوت إن إحدى حدائق الورود البرية في مقدونيا قد سُميت نسبةً إلى ميداس.
ربط بعض الكُتّاب الكلاسيكيين أيضًا الفريجيين بالميغدونيين، وهو اسم مجموعتين من الناس قطنت إحداهما شمال مقدونيا وعاشت الأخرى في ميسيا. وبالمثل، عُرِّف الفريجيون بأنّهم بيبريسيين، وهم شعب قيل إنه حارب ميسيا قبل حصار طروادة، وكان لديهم ملك يُدعى ميغدون في الوقت ذاته تقريبًا الذي قيل فيه إن للفريجيين ملك يُدعى ميغدون.
صنّف المؤرخ الكلاسيكي إسطرابون الفريجيين والميغدونيين والميسيانيين والبيبريسيين والبيثينيين معًا على أنهم شعوب هاجرت إلى الأناضول من البلقان. يبدو أن هذه الصورة للفريجيين باعتبارهم جزءًا من مجموعة ذات صلة من ثقافات شمال غرب الأناضول هي التفسير الأرجح للرِّيبة حول ما إذا كان الفريجيون والبيبريسيون والميغدونيون الأناضوليون هم نفس الشعوب أم لا.

### اللغة الفريجية

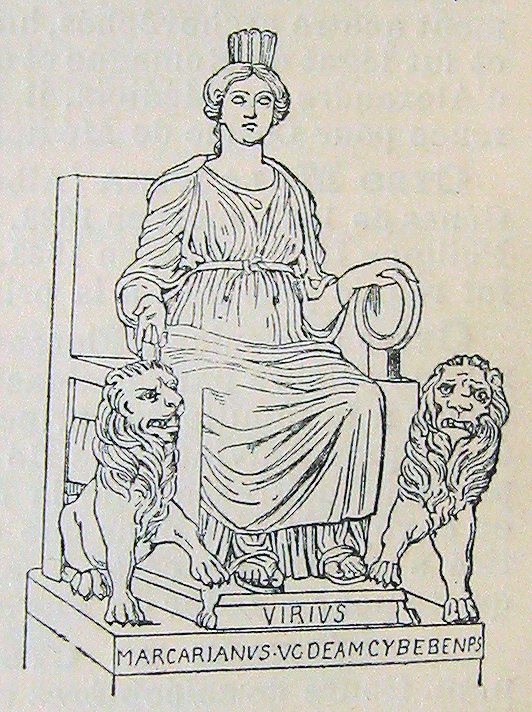
الالهه كيبيلي

استمر التحدث باللغة الفريجية حتى القرن السادس بعد الميلاد، على الرغم من ضياع أبجديتها المميزة في وقت أبكر من معظم الثقافات الأناضولية. تصف إحدى تراتيل هوميروس اللغةَ الفريجية بأنها غير مفهومة بصورة متبادلة مع لغة طروادة، وتوضح النقوش الموجودة في غورديوم أن الفريجيين قد تحدثوا بلغة هندوأوروبية مع بعض المفردات المشابهة للغة اليونانية على الأقل. من الواضح أن الفريجية لم تنتمي إلى عائلة اللغات الأناضولية التي تتحدث بها معظم البلدان المجاورة، مثل اللغة الحيثية. من بين الأمور التي تدعم الأصل الأوروبي للفريجيين التشابهُ الواضح للغة الفريجية مع اليونانية واختلافها عن اللغات الأناضولية التي يتحدث بها معظم جيرانهم.
وفقًا للمصادر المتاحة، من الواضح أن الفريجية تتشارك بسمات مهمة مع اليونانية والأرمنية. تُعد الفريجية جزءًا من مجموعة السينتوم التابعة للغات الهندوأوروبية. ومع ذلك، بين القرن التاسع عشر والنصف الأول من القرن العشرين، اعتُبرت الفريجية في الغالب لغةً من لغات الساتم، وبالتالي أقرب إلى الأرمنية والتراقية، بينما تُعتبر اليوم بصورة شائعة إحدى لغات السينتوم وبالتالي أقرب إلى اليونانية. يعود سببُ امتلاك الفريجية في الماضي هيئةَ لغات الساتم إلى عمليتين ثانويتين أثّرتا فيها؛ أوّلهما أن الفريجية قد دمجت بين الحروف الطبقية الشفوية القديمة والحروف الطبقية البسيطة، وثانيًا، عندما تتجاور بعض الحروف الصامتة مع حرفَي العلة الغاريّين /e/ و/i/، خاصة في الموضع الابتدائي، فإنها تُلفظ غاريّةً. علاوة على ذلك، قدم كورتلاندت (1988) التغييرات الصوتية المشتركة للغتين التراقية والأرمنية وافتراقهما عن الفريجية وباقي لغات البلقان القديمة منذ مرحلة مبكرة.
يُجمع العلماء المعاصرون على أن اليونانية أقرب اللغات إلى الفريجية، وهو افتراض يدعمه بريكسي، وَنيومان، وَماتزينغر، وَ وُودهاوس، وَليغوريو، وَلوبوتسكي، وأوبرادور-كورساك. علاوة على ذلك، فإن 34 من أصل 36 من الحدود اللهجيّة (خطوط حصر اللهجة) الفريجية المسجلة مشتركةٌ مع اليونانية، إذ يوجد 22 حدًّا لهجيًّا حصريًا بينهما. طرحت الدراسات الفريجية على مدار الأعوام الخمسين الماضية فرضيةً تقترح وجود مرحلة يونانية فريجية بدائية نشأت منها اللغتان اليونانية والفريجية، وإذا وُثقت الفريجية بصورة كافية، فلربما يمكن إعادة تشكيل تلك المرحلة.

### فرضيات الهجرة الحديثة
يرفض بعض الباحثين ادعاء هجرة الفريجيين ويعتبرونها مجرد أسطورة، ويُرجّح أنها ناجمة عن تشابه اسمهم مع اسم البريجيين، ويفترضون احتمالية أن الهجرة إلى فريجيا قد تمت في وقت أحدث مما تشير إليه المصادر الكلاسيكية. لقد سعوا إلى ربط وصول الفريجيين بسردٍ يشرح سقوط الإمبراطورية الحيثية ونهاية العصر البرونزي العالي في الأناضول.
وفقًا لنظرية «الهجرة الحديثة»، غزا الفريجيون المنطقة قبيل انهيار الإمبراطورية الحيثية أو بعده في بداية القرن الثاني عشر قبل الميلاد، ليملأوا الفراغ السياسي في وسط غرب الأناضول، وربما اعتُبروا من «شعوب البحر» الذين تَنسُب إليهم السجلاتُ المصرية الفضلَ في انهيار الحيثيين. اعتُبرت الأواني الفخارية المُزخرفة المصنوعة يدويًا، والتي عُثر عليها في غرب الأناضول خلال هذه الفترة، بصورة مبدئية، أنها سِلعٌ مستوردة مرتبطة بهذا الغزو.

### العلاقة بأسلافهم الحيثيين
يعتقد بعض العلماء أن الفريجيين كانوا قد استقروا بالفعل على نهر صقاريا خلال العصر البرونزي المتأخر. يسعى هؤلاء العلماء بدلًا من ذلك إلى تتبع أصول الفريجيين بين العديد من شعوب غرب الأناضول التي كانت خاضعة للحيثيين. يجد هذا التفسيرُ بعضَ الدوافع في الأساطير اليونانية حول مشاركة الفريجيين في حصار طروادة، بالإضافة إلى أسطورة غورديوم الراسخة.

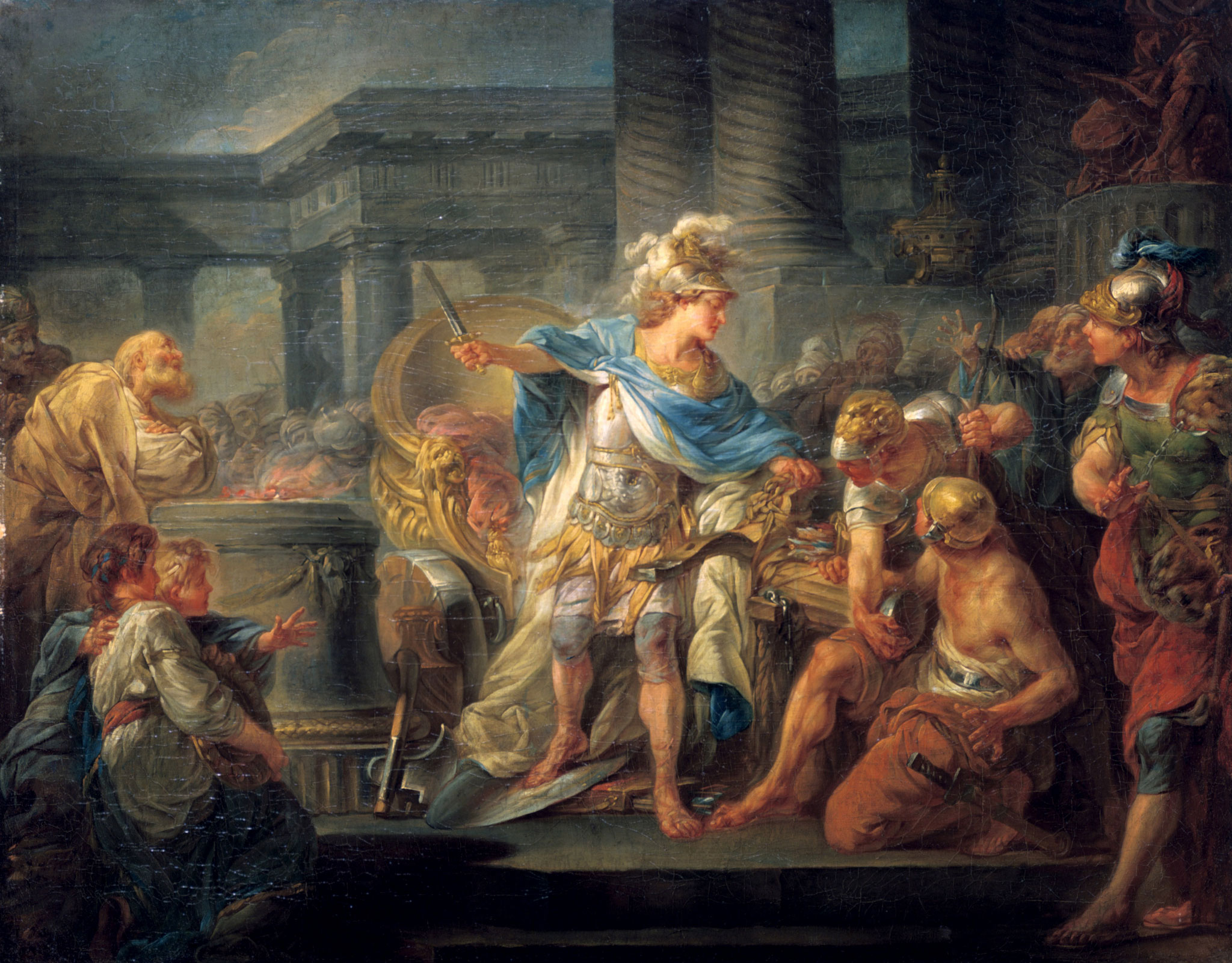
الكسندر يقطع عقدة جورديان

## الأساطير اليونانية
عرف الكثير من أهل فريجيا بالذات الملوك في الحكايات اليونانية منهم:
- ميداس الملك الذي كان كل ما يلمسه يتحول ذهبا.
- غورديوس باني مدينة غورديوم وواضع العقدة الغوردية.
- تانتالوس الملك الذي حُبس في تارتاروس وابنه بيلوبس ملك البيلوبونيس. وابنته نيوبي
- طروادة وتم تدميرها عندما كانت في العصر الفريجي (رغم أبحاث تقول أن هذا كان في العصر الحيثي).